# 尤寧鎮區 (密蘇里州斯通縣)
尤寧鎮區（英語：Union Township）是位於美國密蘇里州斯通縣的一個行政鎮區。

## 地方資料
尤寧鎮區的面積為36.67平方千米，皆為陸地。根據2020年美國人口普查的數據，當地共有人口530人，而人口密度為每平方千米14.45人。